# Tour dos Alpes Marítimos e de Var de 2023
A 55.ª edição da competição de ciclismo Tour dos Alpes Marítimos e de Var (chamado oficialmente: Tour Cycliste International du Var et des Alpes Maritimes) foi uma corrida de ciclismo em estrada por etapas que se celebrou entre 17 e 19 de fevereiro de 2023 na França com início na cidade de Saint-Raphaël e final na cidade de Vence, sobre uma distância total de 515 quilómetros.
A corrida fez parte do UCI Europe Tour de 2023, calendário ciclístico dos Circuitos Continentais da UCI, dentro da categoria 2.1 e foi vencida pelo francês Kévin Vauquelin do Arkéa Samsic. Completaram o pódio, como segundo e terceiro classificado respectivamente, o também francês Aurélien Paret-Peintre do AG2R Citroën e o estado-unidense Neilson Powless do EF Education-EasyPost.

## Equipas participantes
Tomaram parte na corrida 18 equipas: 7 de categoria UCI WorldTeam convidados pela organização, 4 de categoria UCI ProTeam e 7 de categoria Continental. Formaram assim um pelotão de 122 ciclistas dos que acabaram 100. As equipas participantes foram:
| Equipes WorldTeam (7)- AG2R Citroën Team - Arkéa-Samsic - Cofidis - Groupama-FDJ - Trek-Segafredo - EF Education-EasyPost - Team DSM Equipes ProTeam (4)- TotalEnergies - Uno-X Pro Cycling Team - Q36.5 Pro Cycling Team - Bingoal WB Equipes Continentais (7)- Lotto Dstny Development Team - Go Sport-Roubaix Lille Métropole - Saint Michel-Mavic-Auber 93 - Nice Métropole Côte d'Azur - CIC U Nantes Atlantique - Astana Qazaqstan Development Team - Leopard TOGT Pro Cycling |
| |

## Percurso
O Tour dos Alpes Marítimos e de Var dispôs de três etapas dividido numa etapa escarpada, e duas etapas em media montanha, para um percurso total de 438 quilómetros.
| Etapa | Data    | Percurso                       | type            | Distância (km) | Elevação (m) | Vencedor               | Líder geral     |
| ----- | ------- | ------------------------------ | --------------- | -------------- | ------------ | ---------------------- | --------------- |
| 1     | 17 fev. | Saint-Raphaël – Ramatuelle     | etapa escarpada | 187            | 1 935 m      | Kévin Vauquelin        | Kévin Vauquelin |
| 2     | 18 fev. | Mandelieu-la-Napoule – Antibes | etapa escarpada | 179            | 2 538 m      | Mattias Skjelmose      | Kévin Vauquelin |
| 3     | 19 fev. | Villefranche-sur-Mer – Vence   | etapa escarpada | 139            | 2 413 m      | Aurélien Paret-Peintre | Kévin Vauquelin |

## Desenvolvimento da corrida

### 1.ª etapa
| Saint-Raphaël - Ramatuelle | etapa escarpada | (187 km) |

| \| Classificação por etapas \| Classificação por etapas \| Classificação por etapas \| Classificação por etapas \| Classificação por etapas \| \| Ciclista \| Ciclista \| Equipe \| Tempo \| \| \| ------------------------ \| ------------------------ \| ------------------------ \| ------------------------ \| ------------------------ \| \| 1. \| Kévin Vauquelin \| Arkéa-Samsic \| 4h23m07s \| \| \| 2. \| Neilson Powless \| EF Education-EasyPost \| + 5s \| \| \| 3. \| Kevin Geniets \| Groupama-FDJ \| + 5s \| \| \| 4. \| Aurélien Paret-Peintre \| AG2R Citroën Team \| + 9s \| \| \| 5. \| Bryan Coquard \| Cofidis \| + 25s \| \| \| 6. \| Anthony Turgis \| TotalEnergies \| + 25s \| \| \| 7. \| Nacer Bouhanni \| Arkéa-Samsic \| + 25s \| \| \| 8. \| Anthony Perez \| Cofidis \| + 25s \| \| \| 9. \| Marco Tizza \| Bingoal WB \| + 25s \| \| \| 10. \| Clément Russo \| Arkéa-Samsic \| + 25s \| \| |                        |                       |          |
| |                        |                       |          |
| |                        |                       |          |
| Classificação por etapas |                        |                       |          |
| Ciclista | Ciclista               | Equipe                | Tempo    |
| 1. | Kévin Vauquelin        | Arkéa-Samsic          | 4h23m07s |
| 2. | Neilson Powless        | EF Education-EasyPost | + 5s     |
| 3. | Kevin Geniets          | Groupama-FDJ          | + 5s     |
| 4. | Aurélien Paret-Peintre | AG2R Citroën Team     | + 9s     |
| 5. | Bryan Coquard          | Cofidis               | + 25s    |
| 6. | Anthony Turgis         | TotalEnergies         | + 25s    |
| 7. | Nacer Bouhanni         | Arkéa-Samsic          | + 25s    |
| 8. | Anthony Perez          | Cofidis               | + 25s    |
| 9. | Marco Tizza            | Bingoal WB            | + 25s    |
| 10. | Clément Russo          | Arkéa-Samsic          | + 25s    |

| \| Classificação geral \| Classificação geral \| Classificação geral \| Classificação geral \| Classificação geral \| \| Ciclista \| Ciclista \| Equipe \| Tempo \| \| \| ------------------- \| ---------------------- \| --------------------- \| ------------------- \| ------------------- \| \| 1. \| Kévin Vauquelin \| Arkéa-Samsic \| 4h22m57s \| \| \| 2. \| Neilson Powless \| EF Education-EasyPost \| + 9s \| \| \| 3. \| Kevin Geniets \| Groupama-FDJ \| + 11s \| \| \| 4. \| Aurélien Paret-Peintre \| AG2R Citroën Team \| + 19s \| \| \| 5. \| Julien Bernard \| Trek-Segafredo \| + 31s \| \| \| 6. \| Bryan Coquard \| Cofidis \| + 35s \| \| \| 7. \| Anthony Turgis \| TotalEnergies \| + 35s \| \| \| 8. \| Nacer Bouhanni \| Arkéa-Samsic \| + 35s \| \| \| 9. \| Anthony Perez \| Cofidis \| + 35s \| \| \| 10. \| Marco Tizza \| Bingoal WB \| + 35s \| \| |                        |                       |          |
| |                        |                       |          |
| |                        |                       |          |
| Classificação geral |                        |                       |          |
| Ciclista | Ciclista               | Equipe                | Tempo    |
| 1. | Kévin Vauquelin        | Arkéa-Samsic          | 4h22m57s |
| 2. | Neilson Powless        | EF Education-EasyPost | + 9s     |
| 3. | Kevin Geniets          | Groupama-FDJ          | + 11s    |
| 4. | Aurélien Paret-Peintre | AG2R Citroën Team     | + 19s    |
| 5. | Julien Bernard         | Trek-Segafredo        | + 31s    |
| 6. | Bryan Coquard          | Cofidis               | + 35s    |
| 7. | Anthony Turgis         | TotalEnergies         | + 35s    |
| 8. | Nacer Bouhanni         | Arkéa-Samsic          | + 35s    |
| 9. | Anthony Perez          | Cofidis               | + 35s    |
| 10. | Marco Tizza            | Bingoal WB            | + 35s    |

### 2.ª etapa
| Mandelieu-la-Napoule - Antibes | etapa escarpada | (179 km) |

| \| Classificação por etapas \| Classificação por etapas \| Classificação por etapas \| Classificação por etapas \| Classificação por etapas \| \| Ciclista \| Ciclista \| Equipe \| Tempo \| \| \| ------------------------ \| ------------------------ \| ------------------------ \| ------------------------ \| ------------------------ \| \| 1. \| Mattias Skjelmose \| Trek-Segafredo \| 4h06m20s \| \| \| 2. \| Neilson Powless \| EF Education-EasyPost \| + 0s \| \| \| 3. \| Kévin Vauquelin \| Arkéa-Samsic \| + 0s \| \| \| 4. \| Anthony Turgis \| TotalEnergies \| + 0s \| \| \| 5. \| Benjamin Thomas \| Cofidis \| + 0s \| \| \| 6. \| David Gaudu \| Groupama-FDJ \| + 0s \| \| \| 7. \| Clément Venturini \| AG2R Citroën Team \| + 0s \| \| \| 8. \| Samuel Watson \| Groupama-FDJ \| + 0s \| \| \| 9. \| Romain Bardet \| Team DSM \| + 0s \| \| \| 10. \| Andrea Piccolo \| EF Education-EasyPost \| + 0s \| \| |                   |                       |          |
| |                   |                       |          |
| |                   |                       |          |
| Classificação por etapas |                   |                       |          |
| Ciclista | Ciclista          | Equipe                | Tempo    |
| 1. | Mattias Skjelmose | Trek-Segafredo        | 4h06m20s |
| 2. | Neilson Powless   | EF Education-EasyPost | + 0s     |
| 3. | Kévin Vauquelin   | Arkéa-Samsic          | + 0s     |
| 4. | Anthony Turgis    | TotalEnergies         | + 0s     |
| 5. | Benjamin Thomas   | Cofidis               | + 0s     |
| 6. | David Gaudu       | Groupama-FDJ          | + 0s     |
| 7. | Clément Venturini | AG2R Citroën Team     | + 0s     |
| 8. | Samuel Watson     | Groupama-FDJ          | + 0s     |
| 9. | Romain Bardet     | Team DSM              | + 0s     |
| 10. | Andrea Piccolo    | EF Education-EasyPost | + 0s     |

| \| Classificação geral \| Classificação geral \| Classificação geral \| Classificação geral \| Classificação geral \| \| Ciclista \| Ciclista \| Equipe \| Tempo \| \| \| ------------------- \| ---------------------- \| --------------------- \| ------------------- \| ------------------- \| \| 1. \| Kévin Vauquelin \| Arkéa-Samsic \| 8h29m13s \| \| \| 2. \| Neilson Powless \| EF Education-EasyPost \| + 7s \| \| \| 3. \| Kevin Geniets \| Groupama-FDJ \| + 14s \| \| \| 4. \| Aurélien Paret-Peintre \| AG2R Citroën Team \| + 23s \| \| \| 5. \| Mattias Skjelmose \| Trek-Segafredo \| + 27s \| \| \| 6. \| Anthony Turgis \| TotalEnergies \| + 39s \| \| \| 7. \| Marco Tizza \| Bingoal WB \| + 39s \| \| \| 8. \| Romain Bardet \| Team DSM \| + 39s \| \| \| 9. \| Andrea Piccolo \| EF Education-EasyPost \| + 39s \| \| \| 10. \| Samuel Watson \| Groupama-FDJ \| + 39s \| \| |                        |                       |          |
| |                        |                       |          |
| |                        |                       |          |
| Classificação geral |                        |                       |          |
| Ciclista | Ciclista               | Equipe                | Tempo    |
| 1. | Kévin Vauquelin        | Arkéa-Samsic          | 8h29m13s |
| 2. | Neilson Powless        | EF Education-EasyPost | + 7s     |
| 3. | Kevin Geniets          | Groupama-FDJ          | + 14s    |
| 4. | Aurélien Paret-Peintre | AG2R Citroën Team     | + 23s    |
| 5. | Mattias Skjelmose      | Trek-Segafredo        | + 27s    |
| 6. | Anthony Turgis         | TotalEnergies         | + 39s    |
| 7. | Marco Tizza            | Bingoal WB            | + 39s    |
| 8. | Romain Bardet          | Team DSM              | + 39s    |
| 9. | Andrea Piccolo         | EF Education-EasyPost | + 39s    |
| 10. | Samuel Watson          | Groupama-FDJ          | + 39s    |

### 3.ª etapa
| Villefranche-sur-Mer - Vence | etapa escarpada | (139 km) |

| \| Classificação por etapas \| Classificação por etapas \| Classificação por etapas \| Classificação por etapas \| Classificação por etapas \| \| Ciclista \| Ciclista \| Equipe \| Tempo \| \| \| ------------------------ \| ------------------------ \| ------------------------ \| ------------------------ \| ------------------------ \| \| 1. \| Aurélien Paret-Peintre \| AG2R Citroën Team \| 4h08m45s \| \| \| 2. \| Mattias Skjelmose \| Trek-Segafredo \| + 5s \| \| \| 3. \| Kévin Vauquelin \| Arkéa-Samsic \| + 5s \| \| \| 4. \| Romain Bardet \| Team DSM \| + 5s \| \| \| 5. \| Anthony Perez \| Cofidis \| + 5s \| \| \| 6. \| Kevin Geniets \| Groupama-FDJ \| + 5s \| \| \| 7. \| Mathias Bregnhøj \| Leopard TOGT Pro Cycling \| + 5s \| \| \| 8. \| Torstein Træen \| Uno-X Pro Cycling Team \| + 5s \| \| \| 9. \| Neilson Powless \| EF Education-EasyPost \| + 5s \| \| \| 10. \| Félix Gall \| AG2R Citroën Team \| + 5s \| \| |                        |                          |          |
| |                        |                          |          |
| |                        |                          |          |
| Classificação por etapas |                        |                          |          |
| Ciclista | Ciclista               | Equipe                   | Tempo    |
| 1. | Aurélien Paret-Peintre | AG2R Citroën Team        | 4h08m45s |
| 2. | Mattias Skjelmose      | Trek-Segafredo           | + 5s     |
| 3. | Kévin Vauquelin        | Arkéa-Samsic             | + 5s     |
| 4. | Romain Bardet          | Team DSM                 | + 5s     |
| 5. | Anthony Perez          | Cofidis                  | + 5s     |
| 6. | Kevin Geniets          | Groupama-FDJ             | + 5s     |
| 7. | Mathias Bregnhøj       | Leopard TOGT Pro Cycling | + 5s     |
| 8. | Torstein Træen         | Uno-X Pro Cycling Team   | + 5s     |
| 9. | Neilson Powless        | EF Education-EasyPost    | + 5s     |
| 10. | Félix Gall             | AG2R Citroën Team        | + 5s     |

## Classificações finais
- As classificações finalizaram da seguinte forma:[4]

### Classificação geral
| \| Classificação geral \| Classificação geral \| Classificação geral \| Classificação geral \| Classificação geral \| \| Ciclista \| Ciclista \| Equipe \| Tempo \| \| \| ------------------- \| ---------------------- \| ---------------------- \| ------------------- \| ------------------- \| \| 1. \| Kévin Vauquelin \| Arkéa-Samsic \| 11h37m58s \| \| \| 2. \| Aurélien Paret-Peintre \| AG2R Citroën Team \| + 7s \| \| \| 3. \| Neilson Powless \| EF Education-EasyPost \| + 10s \| \| \| 4. \| Kevin Geniets \| Groupama-FDJ \| + 19s \| \| \| 5. \| Mattias Skjelmose \| Trek-Segafredo \| + 26s \| \| \| 6. \| Félix Gall \| AG2R Citroën Team \| + 42s \| \| \| 7. \| David Gaudu \| Groupama-FDJ \| + 43s \| \| \| 8. \| Romain Bardet \| Team DSM \| + 44s \| \| \| 9. \| Anthony Perez \| Cofidis \| + 44s \| \| \| 10. \| Torstein Træen \| Uno-X Pro Cycling Team \| + 44s \| \| |                        |                        |           |
| |                        |                        |           |
| Fonte: ProCyclingStats |                        |                        |           |
| Classificação geral |                        |                        |           |
| Ciclista | Ciclista               | Equipe                 | Tempo     |
| 1. | Kévin Vauquelin        | Arkéa-Samsic           | 11h37m58s |
| 2. | Aurélien Paret-Peintre | AG2R Citroën Team      | + 7s      |
| 3. | Neilson Powless        | EF Education-EasyPost  | + 10s     |
| 4. | Kevin Geniets          | Groupama-FDJ           | + 19s     |
| 5. | Mattias Skjelmose      | Trek-Segafredo         | + 26s     |
| 6. | Félix Gall             | AG2R Citroën Team      | + 42s     |
| 7. | David Gaudu            | Groupama-FDJ           | + 43s     |
| 8. | Romain Bardet          | Team DSM               | + 44s     |
| 9. | Anthony Perez          | Cofidis                | + 44s     |
| 10. | Torstein Træen         | Uno-X Pro Cycling Team | + 44s     |

### Classificação da montanha
| Classificação da montanha | Classificação da montanha | Classificação da montanha | Classificação da montanha | Classificação da montanha |
| Ciclista                  | Ciclista                  | Equipe                    | Pontos                    |                           |
| ------------------------- | ------------------------- | ------------------------- | ------------------------- | ------------------------- |
| 1.                        | David Gaudu               | Groupama-FDJ              | 34 pts                    |                           |
| 2.                        | Romain Bardet             | Team DSM                  | 18 pts                    |                           |
| 3.                        | Romain Grégoire           | Groupama-FDJ              | 16 pts                    |                           |
| 4.                        | Aurélien Paret-Peintre    | AG2R Citroën Team         | 16 pts                    |                           |
| 5.                        | Mathieu Burgaudeau        | TotalEnergies             | 12 pts                    |                           |
| 6.                        | Marco Brenner             | Team DSM                  | 12 pts                    |                           |
| 7.                        | Julien Bernard            | Trek-Segafredo            | 10 pts                    |                           |
| 8.                        | Hugh Carthy               | EF Education-EasyPost     | 10 pts                    |                           |
| 9.                        | Alexander Cepeda          | EF Education-EasyPost     | 10 pts                    |                           |
| 10.                       | Victor Lafay              | Cofidis                   | 8 pts                     |                           |

### Classificação dos pontos
| Classificação por pontos | Classificação por pontos   | Classificação por pontos   | Classificação por pontos | Classificação por pontos |
| Ciclista                 | Ciclista                   | Equipe                     | Pontos                   |                          |
| ------------------------ | -------------------------- | -------------------------- | ------------------------ | ------------------------ |
| 1.                       | Mattias Skjelmose          | Trek-Segafredo             | 30 pts                   |                          |
| 2.                       | Aurélien Paret-Peintre     | AG2R Citroën Team          | 24 pts                   |                          |
| 3.                       | Kévin Vauquelin            | Arkéa-Samsic               | 24 pts                   |                          |
| 4.                       | Neilson Powless            | EF Education-EasyPost      | 22 pts                   |                          |
| 5.                       | Jean-Louis Le Ny           | Nice Métropole Côte d'Azur | 10 pts                   |                          |
| 6.                       | Julien Bernard             | Trek-Segafredo             | 8 pts                    |                          |
| 7.                       | Bryan Coquard              | Cofidis                    | 6 pts                    |                          |
| 8.                       | Kevin Geniets              | Groupama-FDJ               | 6 pts                    |                          |
| 9.                       | Mads Østergaard Kristensen | Leopard TOGT Pro Cycling   | 6 pts                    |                          |
| 10.                      | Félix Gall                 | AG2R Citroën Team          | 4 pts                    |                          |

### Classificação dos jovens
| Classificação dos jovens | Classificação dos jovens | Classificação dos jovens          | Classificação dos jovens | Classificação dos jovens |
| Ciclista                 | Ciclista                 | Equipe                            | Tempo                    |                          |
| ------------------------ | ------------------------ | --------------------------------- | ------------------------ | ------------------------ |
| 1.                       | Kévin Vauquelin          | Arkéa-Samsic                      | 11h37m58s                |                          |
| 2.                       | Mattias Skjelmose        | Trek-Segafredo                    | + 26s                    |                          |
| 3.                       | Romain Grégoire          | Groupama-FDJ                      | + 1m29s                  |                          |
| 4.                       | Lennert Van Eetvelt      | Lotto Dstny                       | + 1m29s                  |                          |
| 5.                       | Thomas Gachignard        | Saint Michel-Mavic-Auber 93       | + 1m38s                  |                          |
| 6.                       | Max Poole                | Team DSM                          | + 8m30s                  |                          |
| 7.                       | Jordan Jegat             | CIC U Nantes Atlantique           | + 10m00s                 |                          |
| 8.                       | Harold Martín López      | Astana Qazaqstan Development Team | + 10m00s                 |                          |
| 9.                       | Bastien Tronchon         | AG2R Citroën Team                 | + 11m41s                 |                          |
| 10.                      | Martin Bugge Urianstad   | Uno-X Pro Cycling Team            | + 12m24s                 |                          |

### Classificação por equipas
| Classificação por equipes | Classificação por equipes | Classificação por equipes | Classificação por equipes |
| Equipe                    | Equipe                    | Tempo                     |                           |
| ------------------------- | ------------------------- | ------------------------- | ------------------------- |
| 1.                        | Groupama-FDJ              | 34h55m49s                 |                           |
| 2.                        | AG2R Citroën Team         | + 50s                     |                           |
| 3.                        | Trek-Segafredo            | + 2m55s                   |                           |
| 4.                        | EF Education-EasyPost     | + 7m25s                   |                           |
| 5.                        | Cofidis                   | + 9m29s                   |                           |

## Evolução das classificações
| Etapa |                 | Vencedor _             | Classificação geral | Prêmio por pontos | Prêmio de montanha | Juventude       | Equipes _    |
| ----- | --------------- | ---------------------- | ------------------- | ----------------- | ------------------ | --------------- | ------------ |
| 1     | etapa escarpada | Kévin Vauquelin        | Kévin Vauquelin     | Kévin Vauquelin   | Kévin Vauquelin    | Kévin Vauquelin | Arkéa-Samsic |
| 2     | etapa escarpada | Mattias Skjelmose      | Kévin Vauquelin     | Mattias Skjelmose | Mathieu Burgaudeau | Kévin Vauquelin | Groupama-FDJ |
| 3     | etapa escarpada | Aurélien Paret-Peintre | Kévin Vauquelin     | Mattias Skjelmose | David Gaudu        | Kévin Vauquelin | Groupama-FDJ |
| Final | Final           |                        | Kévin Vauquelin     | Mattias Skjelmose | David Gaudu        | Kévin Vauquelin | Groupama-FDJ |

## UCI World Ranking
O Tour dos Alpes Marítimos e de Var outorgou pontos para o UCI World Ranking para corredores das equipas nas categorias UCI WorldTeam, UCI ProTeam e Continental. As seguintes tabelas são o barómetro de pontuação e os dez corredores que obtiveram mais pontos:
| Posição             | 1.º | 2.º | 3.º | 4.º | 5.º | 6.º | 7.º | 8.º | 9.º | 10.º | 11.º | 12.º | 13.º-15.º | 16.º-25.º |
| Classificação geral | 125 | 85  | 70  | 60  | 50  | 40  | 35  | 30  | 25  | 20   | 15   | 10   | 5         | 3         |
| Por etapa           | 14  | 5   | 3   |     |     |     |     |     |     |      |      |      |           |           |
| Líder               | 3   |     |     |     |     |     |     |     |     |      |      |      |           |           |

| Classificação |                          |                       |       |       |       |       |
| Posição       | Ciclista                 | Equipa                | Geral | Etapa | Líder | Total |
| ------------- | ------------------------ | --------------------- | ----- | ----- | ----- | ----- |
| 1.º           | Kévin Vauquelin          | Arkéa Samsic          | 125   | 20    | 6     | 151   |
| 2.º           | Aurélien Paret-Peintre   | AG2R Citroën          | 85    | 14    | -     | 99    |
| 3.º           | Neilson Powless          | EF Education-EasyPost | 70    | 10    | -     | 80    |
| 4.º           | Mattias Skjelmose Jensen | Trek-Segafredo        | 50    | 19    | -     | 69    |
| 5.º           | Kevin Geniets            | Groupama-FDJ          | 60    | 3     | -     | 63    |
| 6.º           | Felix Gall               | AG2R Citroën          | 40    | -     | -     | 40    |
| 7.º           | David Gaudu              | Groupama-FDJ          | 35    | -     | -     | 72    |
| 8.º           | Romain Bardet            | DSM                   | 30    | -     | -     | 30    |
| 9.º           | Anthony Perez            | Cofidis               | 25    | -     | -     | 25    |
| 10.º          | Torstein Træen           | Uno-X                 | 20    | -     | -     | 20    |